# Okolo Měsíce
Okolo měsíce (1870, Autour de la Lune) je vědeckofantastický román francouzského spisovatele Julese Verna z jeho cyklu Podivuhodné cesty (Les Voyages extraordinaires). Jde dokonce o první Vernovou knihou, která vyšla česky, a to už v roce 1870. Jiné názvy českých vydání jsou Kolem měsíce nebo Cesta kolem Měsíce.
Kniha bezprostředně dějově navazuje na autorův román Ze Země na Měsíc (1865, De la Terre à la Lune), kde jsou uvedeny další podrobnosti.

## Rozhlasové zpracování
- 2009 - V roce 2009 byl román zpracován v Českém rozhlasu jako desetidílná četba na pokračování. Z překladu Jaroslava Čermáka připravila Barbora Bukovinská, v režii Vlada Ruska četl Jiří Ornest.[1]

## Ilustrace
Knihu Okolo Měsíce ilustrovali Émile-Antoine Bayard a Alphonse de Neuville

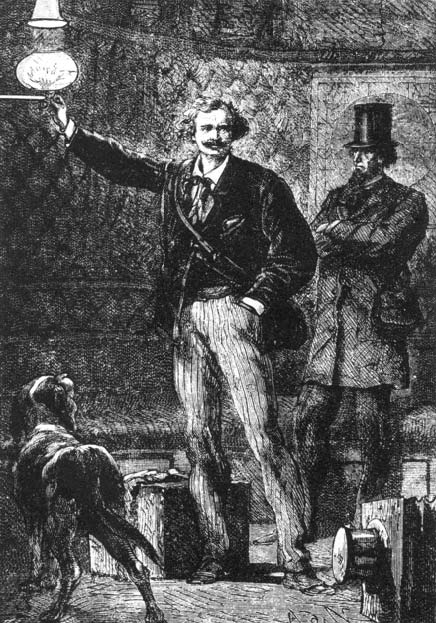
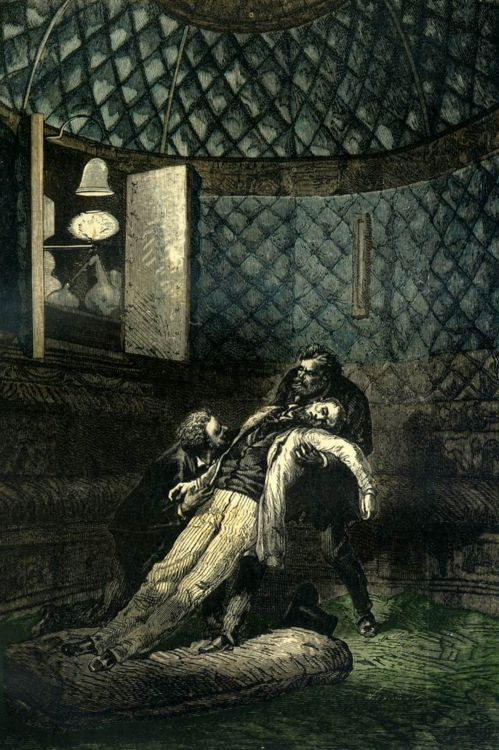
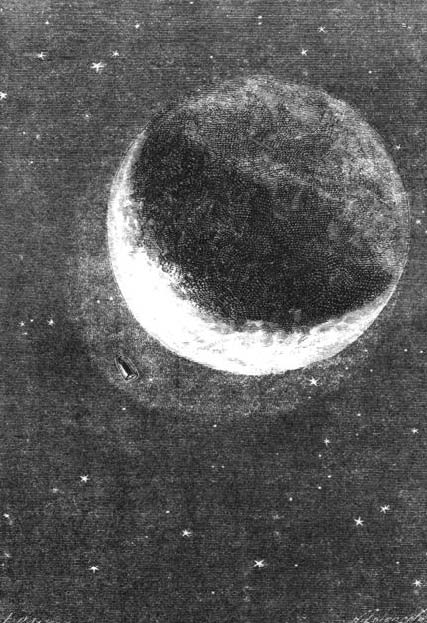
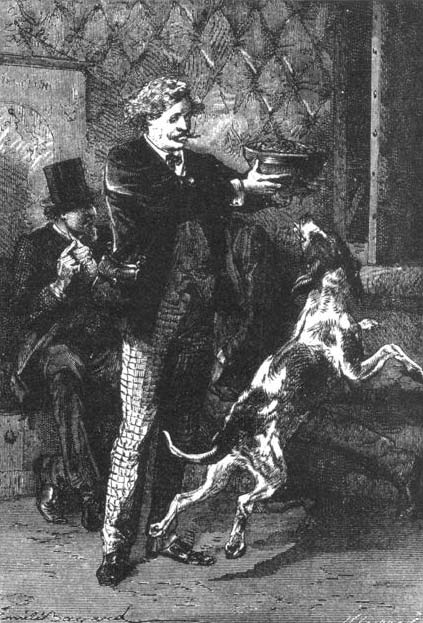
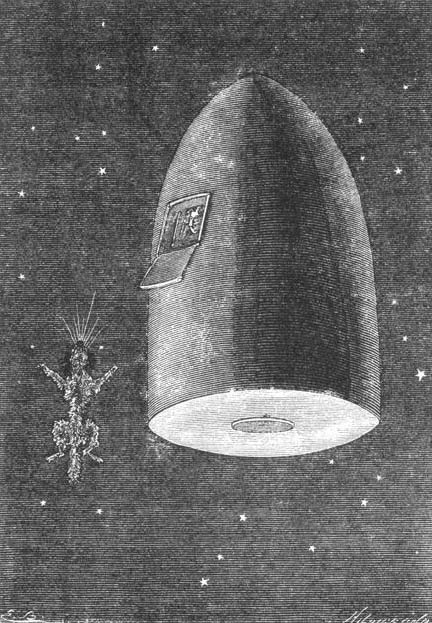
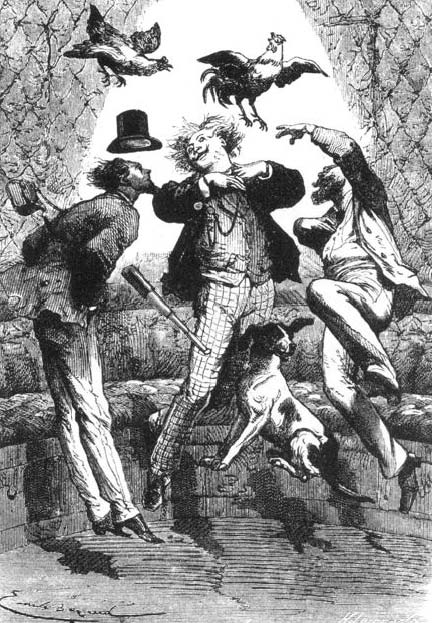
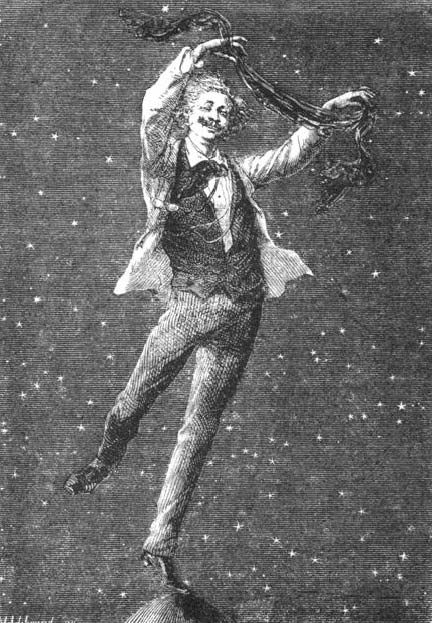
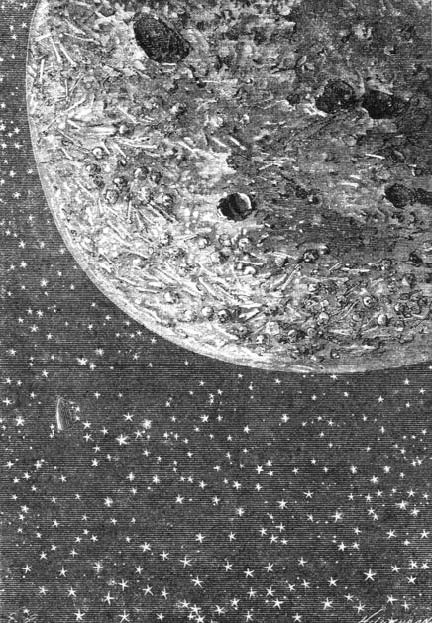
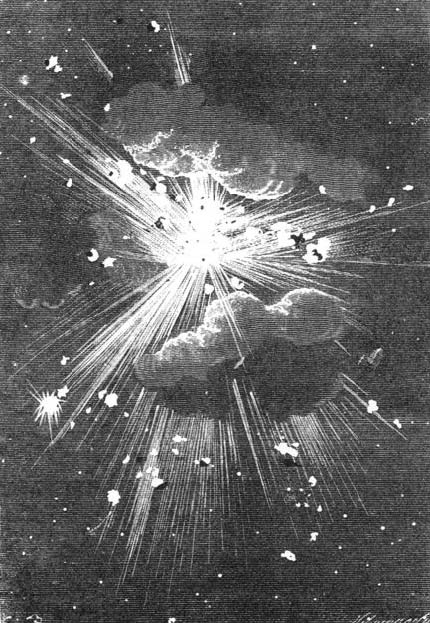
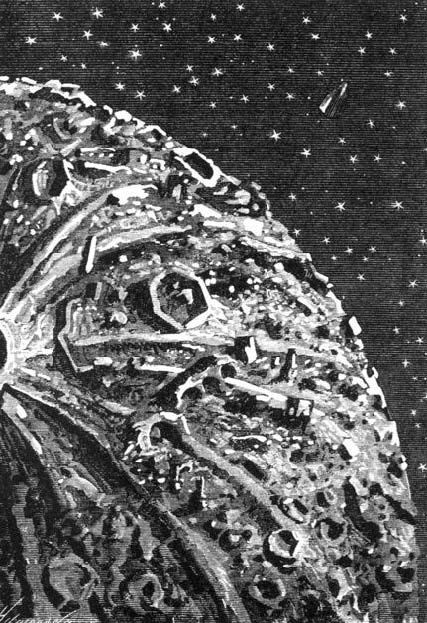
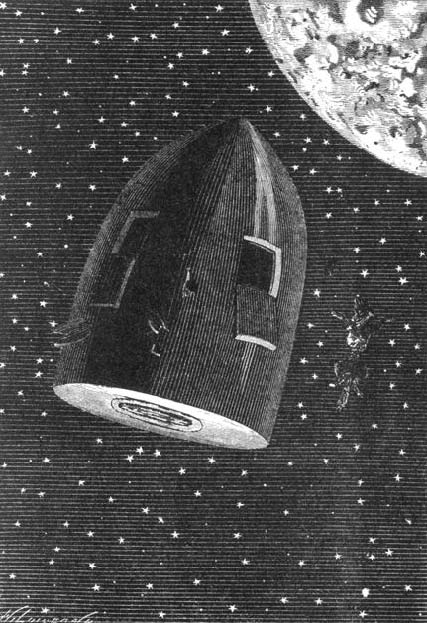
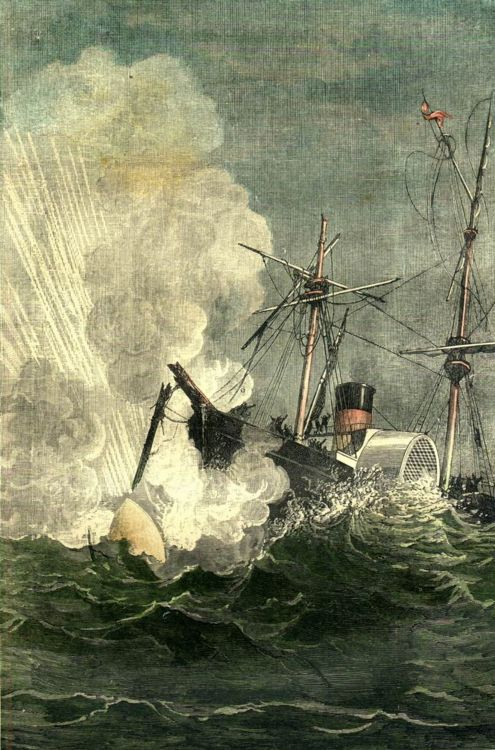
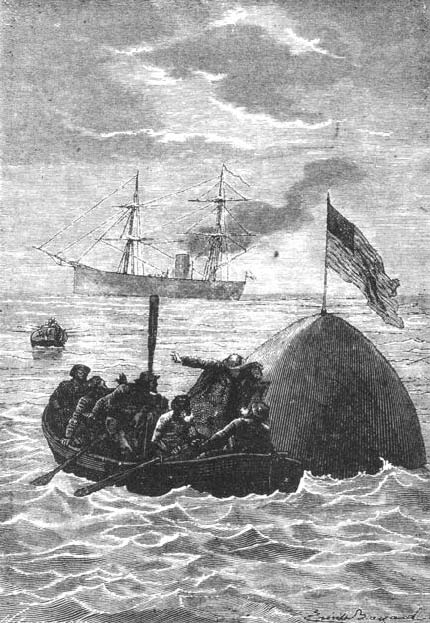